# Une fille facile
Un'estate con Sofia (Une fille facile) è un film del 2019 diretto da Rebecca Zlotowski.
In Italia è disponibile sulla piattaforma streaming Netflix.

## Trama
Naïma è una giovane ragazza di 16 anni che vive a Cannes. Sua mamma è una donna delle pulizie presso uno dei palazzi della città. Durante l'estate la cugina di Naïma decide di trascorrer le vacanze lì, proprio a Cannes. Sofia, la cugina, è una giovane donna molto trasgressiva, che si dà alla pazza gioia. 
Sofia durante le vacanze estive farà scoprire alla cugina il suo stile di vita da "ragazza facile" e senza particolari pudori. Le giovani ragazze incontreranno un ricco quarantenne brasiliano con un amico e Naïma scoprirà tutto ciò che riguarda la vita edonistica della cugina, imparando qualcosa su se stessa e sui propri valori.